# Дјуранд (Мичиген)
Дјуранд (енгл. Durand) град је у америчкој савезној држави Мичиген. По попису становништва из 2010. у њему је живело 3.446 становника.

## Демографија
Према попису становништва из 2010. у граду је живело 3.446 становника, што је 487 (12,4%) становника мање него 2000. године.
| Група             | 2000.         | 2010.         |
| Белци             | 3.773 (95,9%) | 3.254 (94,4%) |
| Афроамериканци    | 3 (0,1%)      | 19 (0,6%)     |
| Азијати           | 3 (0,1%)      | 5 (0,1%)      |
| Хиспаноамериканци | 70 (1,8%)     | 99 (2,9%)     |
| Укупно            | 3.933         | 3.446         |